# More (Bass/Biro)
More is een studioalbum van Colin Bass en Daniel Biro.

## Inleiding
Het is een album van leraar (Bass) en Biro (leerling) die elkaar ontmoetten bij een aantal workshops die Bass gaf, dan net lid van Camel (circa 1979). Bass zou vanaf dan bijna permanent bij Camel aangesloten blijven en al zijn solowerk vertoonde dan ook in meer of mindere mate invloeden van die band. Dat kwam mede doordat Bass toch vaak Camelgitarist Andrew Latimer inschakelde. Ook dit album is op sommige plekken schatplichtig aan Camel. 
Opnamen vonden plaats in Noord-Wales (Bass) en BiroBureau in Londen.

## Musici
- Colin Bass – zang, basgitaar, gitaar, percussie
- Daniel Biro – toetsinstrumenten

Met
- Andrew Latimer – gitaar, dwarsfluit op New worlds, Dinner in Delphi, Ghost of a flaa,  Deep fake en Smile of smiles
- Steve Swift – gitaar op I wish

## Muziek
| Nr. | Titel                                  | Duur |
| --- | -------------------------------------- | ---- |
| 1.  | More (Biro)                            | 4:58 |
| 2.  | Out of my head (Bass)                  | 4:51 |
| 3.  | New worlds (Biro)                      | 4:32 |
| 4.  | Hunting game (Bass)                    | 3:28 |
| 5.  | Dinner in Delphi (Biro)                | 8:21 |
| 6.  | I wish (Biro)                          | 4;28 |
| 7.  | Back again (Biro)                      | 4:42 |
| 8.  | Sailor’s lament (Bass, Richard Perrin) | 4:27 |
| 9.  | Ghost of a flea (Biro)                 | 5:13 |
| 10. | Deep fake (Biro)                       | 8:30 |
| 11. | Smile of smiles (Biro)                 | 7:19 |